# Dude Manor
Dude Manor is de eerste ep van de Canadese poppunk band Living with Lions.
Het werd opgenomen en geproduceerd door Stu McKillop van Daggermouth en werd uitgegeven op 18 september 2007 door Black Box Music. Het album werd heruitgegeven in 2009, nadat de band bij het Amerikaanse platenlabel Adeline Records had getekend.
Er werd een videoclip voor het nummer "Later is Better" gemaakt in 2010.

## Nummers
1. "Intro"
2. "Later is Better"
3. "Colors"
4. "Mark Has Bedroom Eyes"
5. "Said and Done"
6. "A Noisy Noise Annoys the Boys"
7. "To All My"